# Royère-de-Vassivière
Royère-de-Vassivière är en kommun i departementet Creuse i regionen Nouvelle-Aquitaine i de centrala delarna av Frankrike. Kommunen ligger i kantonen Royère-de-Vassivière som tillhör arrondissementet Aubusson. År 2022 hade Royère-de-Vassivière 572 invånare.

## Befolkningsutveckling
Antalet invånare i kommunen Royère-de-Vassivière
Referens:INSEE

## Galleri

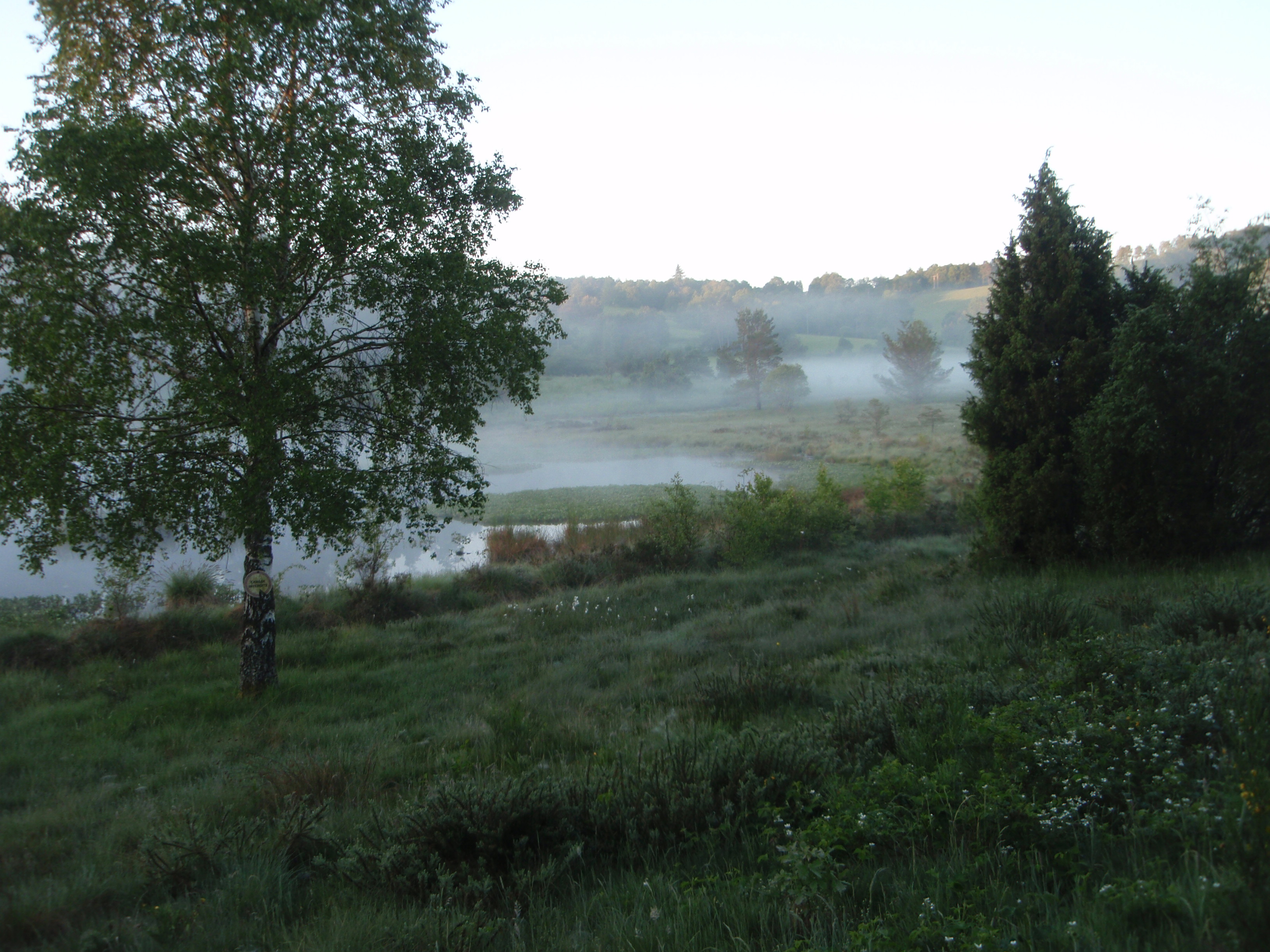
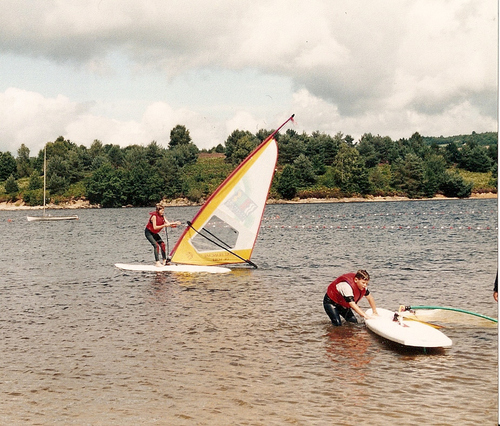
Lac de Vassivière
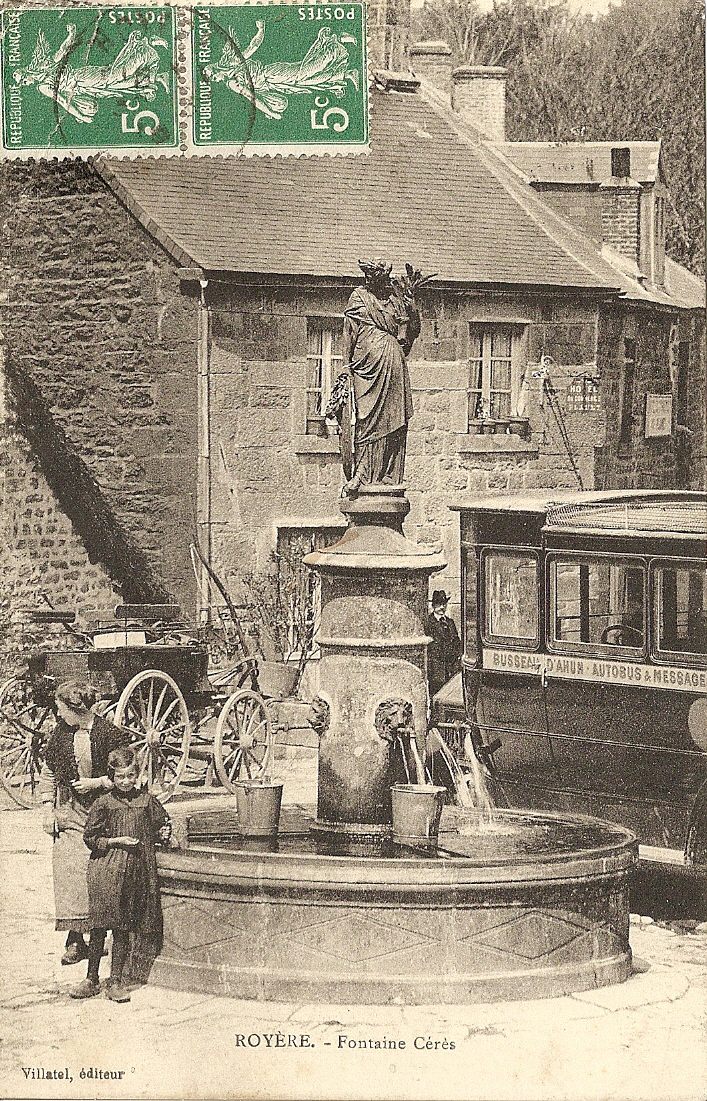
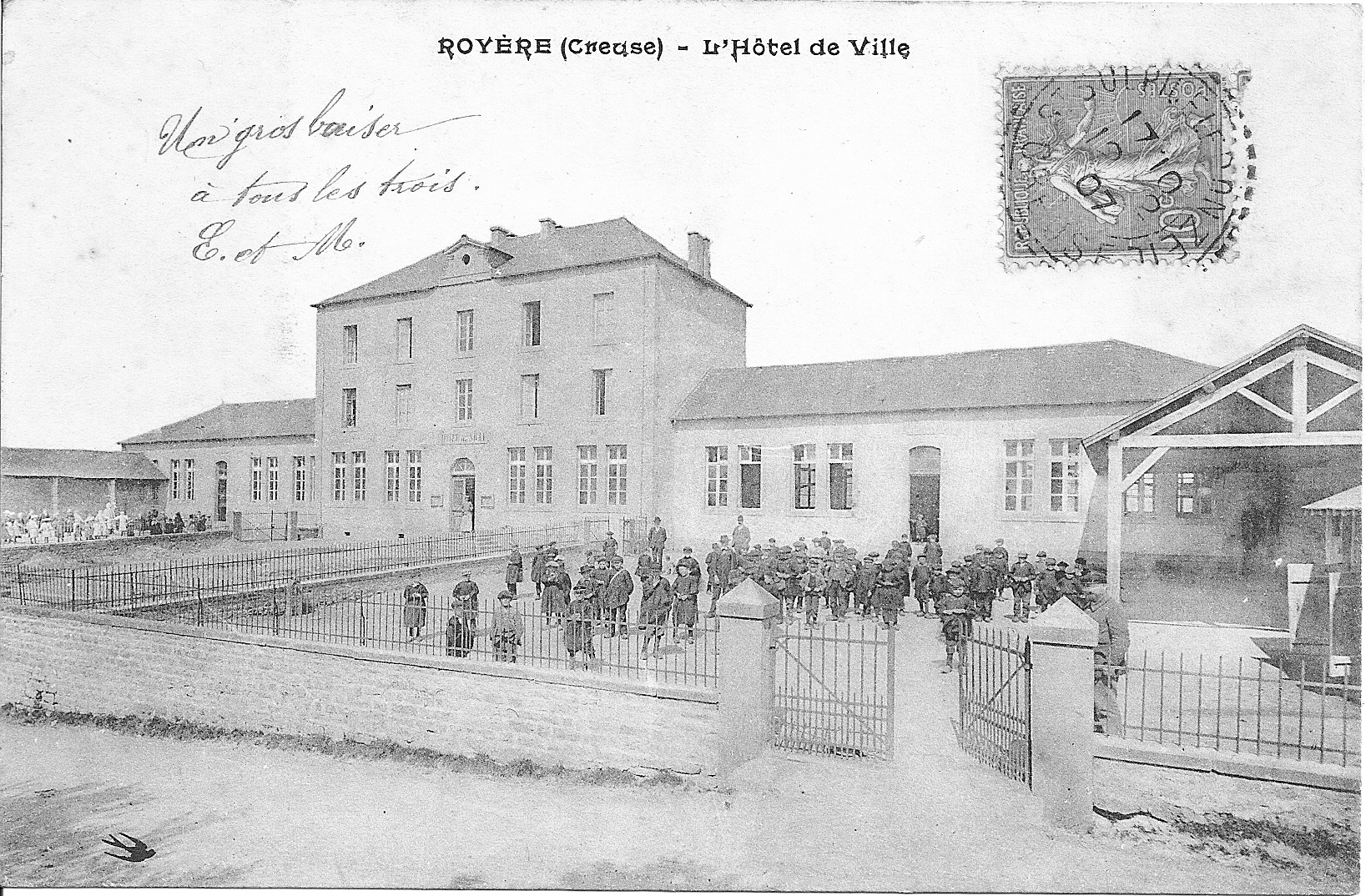
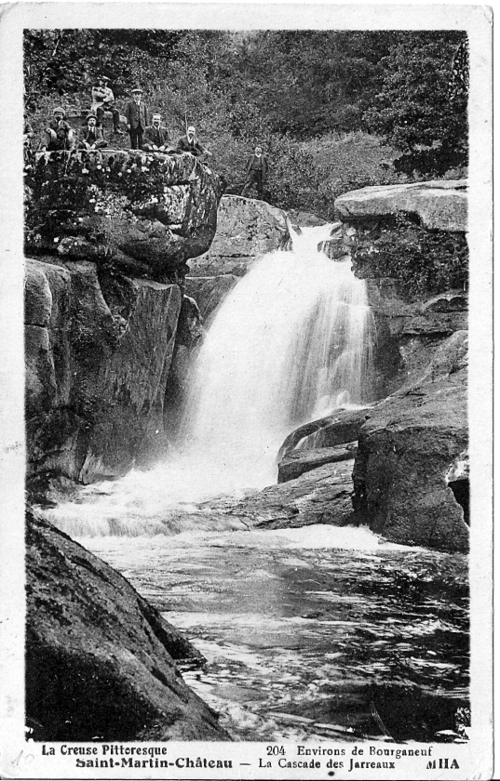
Vattenfallen vid St Martin Château